# シマシャコ
シマシャコ (縞鷓鴣、学名：Francolinus pondicerianus)は、キジ目キジ科に分類される鳥類。

## 分布
南アジアの乾燥地帯

## 形態
特徴は写真参照。

## 参照・注釈
1. ↑  Francolinus francolinus  (Species Factsheet by BirdLife International)